# Планкарт, Йозеф
Йозеф (Йеф) Планкарт (нидерл. Joseph Planckaert;  4 мая 1934, Поперинге, провинция Западная Фландрия, Бельгия  — 22 мая 2007, Отегем, коммуна Звевегем, провинция Западная Фландрия, Бельгия) — бельгийский профессиональный шоссейный велогонщик в 1954-1965 годах. Чемпион Бельгии по шоссейному велоспорту в групповой гонке (1962).

## Достижения
1954
1-й Гент — Штаден
1-й Гран-при Исберга
1955
1-й Кюрне — Брюссель — Кюрне
10-й Париж — Рубе
1956
2-й Тур Бельгии — Генеральная классификация
1-й — Этап 3b
3-й Тур Швейцарии — Генеральная классификация
1-й  — Горная классификация
2-й — Очковая классификация
1-й — Этап 4
3-й Милан — Сан-Ремо
5-й Вызов Дегранж-Коломбо (вместе с Луисоном Бобе и Риком ван Стенбергеном)
5-й Флеш Валонь
5-й Дварс дор Фландерен 
5-й Кюрне — Брюссель — Кюрне
1957
1-й Четыре дня Дюнкерка — Генеральная классификация
1-й — Этап 4
2-й Тур Фландрии
3-й Trois Jours d'Anvers
4-й Париж — Ницца — Генеральная классификация
5-й Милан — Сан-Ремо
5-й Гент — Вевельгем
5-й Льеж — Бастонь — Льеж
6-й Вызов Дегранж-Коломбо
7-й Флеш Валонь
1958
1-й Омлоп Хет Ниувсблад
2-й Флеш Валонь
2-й Чемпионат Бельгии — Групповая гонка
Тур де Франс 
6-й — Генеральная классификация
2-й — Очковая классификация
1959
1-й Натионале Слёйтингспрейс
4-й E3 Харелбеке
1960
1-й Кюрне — Брюссель — Кюрне
1-й Четыре дня Дюнкерка — Генеральная классификация
2-й Тур Германии — Генеральная классификация
1-й — Этап 4
2-й Circuit Mandel-Lys-Escaut
3-й Льеж — Бастонь — Льеж
3-й Гент — Вевельгем
5-й Тур де Франс — Генеральная классификация
6-й Супер Престиж Перно
9-й Тур Люксембурга — Генеральная классификация
9-й E3 Харелбеке
10-й Париж — Тур
1961
1-й — Этап 6 Тур де Франс
3-й Париж — Ницца — Генеральная классификация
7-й Чемпионат мира — Групповая гонка (проф.)
7-й Кюрне — Брюссель — Кюрне
8-й Тур Швейцарии — Генеральная классификация
10-й Льеж — Бастонь — Льеж
1962
1-й  Чемпион Бельгии — Групповая гонка
1-й Париж — Ницца — Генеральная классификация
1-й Льеж — Бастонь — Льеж
1-й Тур Люксембурга — Генеральная классификация
1-й — Этап 3
2-й Супер Престиж Перно
2-й Тур де Франс — Генеральная классификация
1-й — Этап 2b (КГ)
 Лидер в генеральной классификации после Этапов 13-19
2-й Брюссель — Ингойгем
4-й Париж — Рубе
6-й Тур Фландрии
6-й Тур Бельгии — Генеральная классификация
9-й Эшборн — Франкфурт
1963
1-й Четыре дня Дюнкерка — Генеральная классификация
1-й — Этап 5b
3-й E3 Харелбеке
6-й Тур Бельгии — Генеральная классификация
7-й Тур Люксембурга — Генеральная классификация
8-й Эшборн — Франкфурт
10-й Париж — Рубе
10-й Критериум Дофине — Генеральная классификация
10-й Париж — Брюссель
1964
1-й — Этап 5b Джиро ди Сардиния
4-й Льеж — Бастонь — Льеж
4-й Париж — Ницца — Генеральная классификация

## Статистика выступлений

### Гранд-туры
| Гранд-тур                 | 1957 | 1958 | 1959 | 1960 | 1961 | 1962 | 1963 | 1964 | 1965 |
| ------------------------- | ---- | ---- | ---- | ---- | ---- | ---- | ---- | ---- | ---- |
| Джиро д’Италия            | —    | 20   | —    | —    | —    | НФ   | —    | —    | —    |
| Тур де Франс              | 16   | 6    | 17   | 5    | 15   | 2    | НФ   | НФ   | 56   |
| (c 2010 ) Вуэльта Испании | —    | —    | —    | —    | —    | —    | —    | —    | 19   |

| —  | Не участвовал  |
| НФ | Не финишировал |